# Plazoleta Quinta de la Paraguaya
La plazoleta Quinta de la Paraguaya,  es un área pública de la ciudad de Montevideo, ubicada sobre la calle Anaya, en la intersección con Tristán Azambuya, en el corazón de La Blanqueada. 
Lleva su nombre en honor al proceso independentista de Uruguay proceso independentista del Uruguay, en un sitio vinculado con el ascenso de la figura de José Gervasio Artigas.

## Descripción

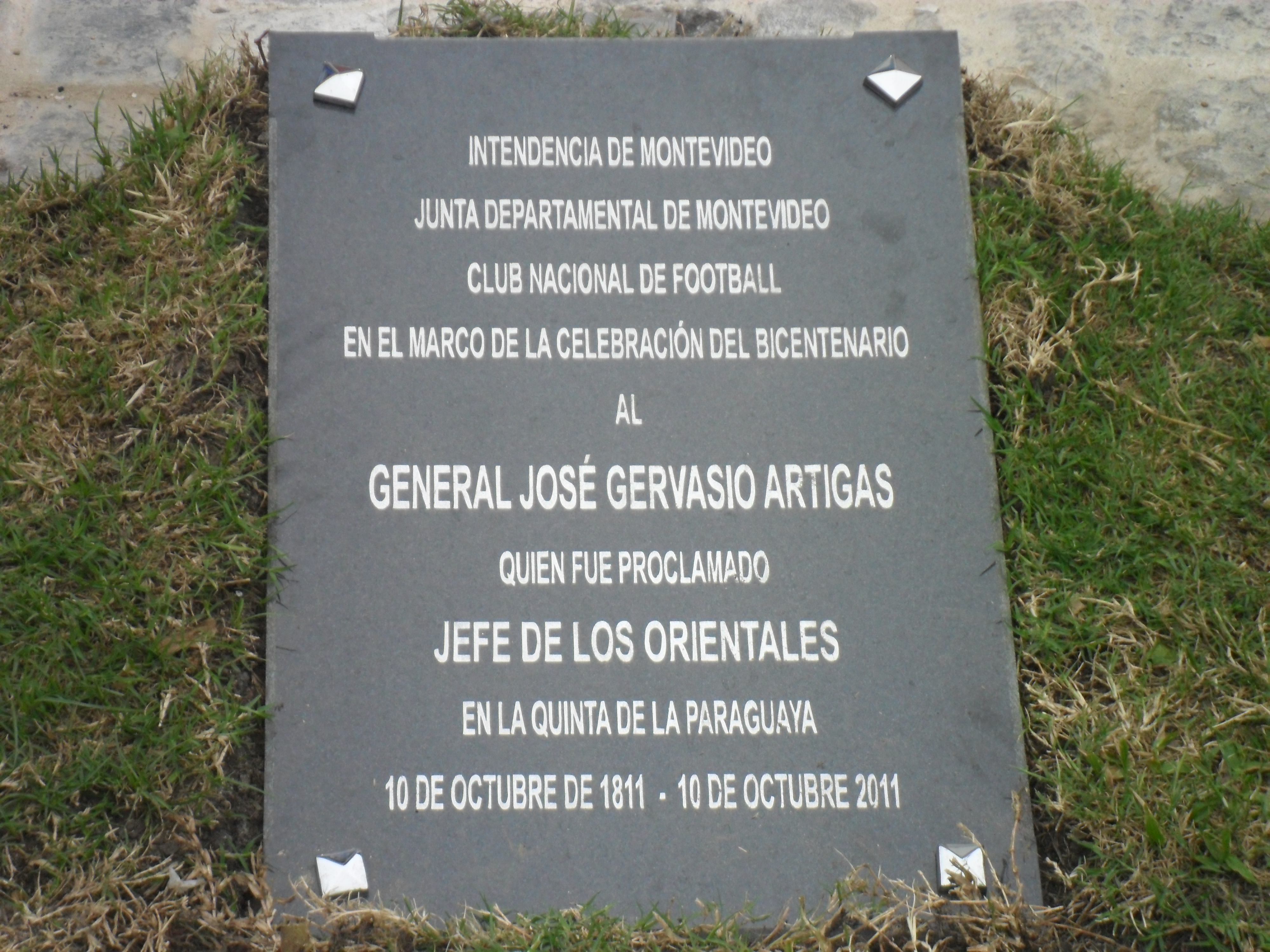
Placa conmemorativa en la inauguración del espacio, en 2011.

El proyecto, obra del arquitecto Daniel Magic, fue inaugurado en octubre de 2011, y constituye un espacio público a escasos metros de los ingresos al Estadio Gran Parque Central. Justamente es Nacional, dueño del estadio, quien cedió el terreno y se encarga del mantenimiento de la plazoleta.
El espacio fue designado por la resolución N° 4510/11 de la Junta Departamental e inaugurado por el presidente en ejercicio y autoridades departamentales, tras conmemorarse 200 años desde que José Gervasio Artigas fuese designado, en ese mismo lugar, como jefe de los orientales. En el acto se plantó un ibirapitá, conocido como el árbol de Artigas. Además se instalaron dos monolitos, en posesión de Nacional e inaugurados por los presidentes de la FIFA en 1980 y 2005, como reconocimiento a la historia de dicho lugar.
En abril de 2022 se descubrió un busto de Artigas dentro de la plazoleta, donado por el artista Diego Viglione, en un pequeño acto con autoridades locales.